# Термінал (фільм)
«Терміна́л» (англ. «The Terminal») — американська драмедія режисера і продюсера Стівена Спілберга, що вийшла 2004 року. У головних ролях Том Генкс, Кетрін Зета-Джонс. Стрічка знята на основі історії Ендрю Нікола і Саші Ґервасі. Фільм натхненний реальною історією Мехрана Карімі Насері, який жив у Терміналі 1 паризького аеропорту імені Шарля де Голля з 1988 по 2006 рік.
Сценаристами були Саша Ґервасі і Джефф Натансон, продюсерами — Лорі Макдональд і Волтер Ф. Паркс. Вперше фільм продемонстрували 9 червня 2004 року у США.
В Україні у кінопрокаті показ фільму розпочався 14 жовтня 2004 року.

## Сюжет
Віктор Наворскі прилітає у США з однієї з країн Східної Європи — Кракозії. За час перельоту у його країні стається державний переворот, тому він не може повернутися додому і потрапити у США. Тому він затримується у терміналі, де знаходить друзів і ворогів.

## У ролях
| Актор             | Персонаж                              | Роль                                              |
| ----------------- | ------------------------------------- | ------------------------------------------------- |
| Том Генкс         | Віктор Наворскі англ. Viktor Navorski | іммігрант із Кракозії                             |
| Кетрін Зета-Джонс | Амелія Варрен англ. Amelia Warren     | бортпровідниця                                    |
| Стенлі Туччі      | Френк Діксон англ. Frank Dixon        | директор митної та прикордонної охорони аеропорту |
| Чи Макбрайд       | Джо Мелрой англ. Joe Mulroy           | вантажник в аеропорті, друг Віктора               |
| Дієго Луна        | Енріке Круз англ. Enrique Cruz        | працівник столової аеропорту                      |
| Кумар Паллана     | Гупта Раджан англ. Gupta Rajan        | прибиральник                                      |
| Зої Салдана       | Долорес Торрес англ. Dolores Torres   | працівниця імміграційної служби                   |
| Гільєрмо Діас     | Боббі Аліма англ. Bobby Alima         |                                                   |
| Валерій Ніколаєв  | Мілодрагович англ. Milodragovich      |                                                   |
| Марк Іванір       | Горан англ. Goran                     | водій таксі                                       |

## Сприйняття

### Критика
Фільм отримав здебільшого позитивні відгуки: Rotten Tomatoes дав оцінку 60 % на основі 199 відгуків від критиків (середня оцінка 6,2/10) і 74 % від глядачів із середньою оцінкою 3,4/5 (404,681 голос). Загалом на сайті фільми має позитивний рейтинг, фільму зарахований «стиглий помідор» від кінокритиків і «попкорн» від глядачів, Internet Movie Database — 7,3/10 (213 099 голосів), Metacritic — 55/100 (41 відгук критиків) і 7,1/10 від глядачів (159 голосів). Загалом на цьому ресурсі від критиків фільм отримав змішані відгуки, а від глядачів — позитивні.

### Касові збори
Під час показу в Україні, що стартував 14 жовтня 2004 року, стрічка зібрала 262,062 $.
Під час показу у США, що розпочався 18 червня 2004 року, протягом першого тижня фільм показали у 2,811 кінотеатрах і він зібрав 19,053,199 $, що на той час дозволило йому зайняти 2 місце серед усіх прем'єр. Показ фільму завершився 9 вересня 2004 року і за цей час фільм зібрав у прокаті у США 77,872,883  доларів США (за іншими даними 77,073,959 $), а у решті країн 141,544,372 $ (за іншими даними 141,600,000 $), тобто загалом 219,417,255 $ (за іншими даними 218,673,959 $) при бюджеті 60 млн $ (за іншими даними 75 млн $).

### Нагороди і номінації
| Список нагород та номінацій | Список нагород та номінацій  | Список нагород та номінацій                       | Список нагород та номінацій | Список нагород та номінацій | Список нагород та номінацій |
| Рік                         | Нагорода                     | Категорія                                         | Номінант | Результат                   |                             |
| --------------------------- | ---------------------------- | ------------------------------------------------- | --- | --------------------------- | --------------------------- |
| 2004                        | Голлівудський кінофестиваль  | Кастинг-директор року                             | Дебра Зейн | Перемога                    |                             |
| 2005                        | Ґільдія артдиректорів        | Сучасний фільм                                    | Алекс Макдавелл, Крістофер Бур'ян-Мор, Бред Рікер, Ізабель Ґуау, Брюс Роберт Гілл, Марта Джонстон, Гаррі Е. Отто, Ніколя Лепаж, Жан-П'єр Паке | Перемога                    |                             |
| 2005                        | BMI Film & TV Awards         |                                                   | Джон Вільямс | Перемога                    |                             |
| 2005                        | Golden Trailer Awards        | Найкраща романтика                                | трейлер | Номінація                   |                             |
| 2005                        | Motion Picture Sound Editors | Найкращий звуковий монтаж у фільмі — діалог і ADR | Чарльз Л. Кемпбелл, Річард К. Франклін, Ар. Джей. Кізер, Мілдред Ятроу, Бернард Вайзер, Ванесса Лапато                                        | Номінація                   |                             |